# 講談社児童まんが賞
講談社児童まんが賞（こうだんしゃじどうまんがしょう）は、最も優れた作品を発表した漫画作家を顕彰することによって日本の漫画の質的向上をはかると共に、その発展に寄与する目的で、第1回から第9回まで実施された賞である。
1959年（昭和35年）に講談社創業50周年記念事業として、「週刊少年マガジン」・「週刊現代」の創刊とともに、「講談社三賞」（講談社児童まんが賞・講談社さしえ賞・講談社写真賞）が創設された。その後、「講談社三賞」は1969年（昭和45年）に講談社創業60周年記念事業として新たに創設された「講談社出版文化賞」に継承され、この一部門だった「児童まんが部門」が独立した賞として1977年（昭和52年）に「講談社漫画賞」となり、現在に至る。

## 受賞者・受賞作
- 第1回
  - 寺田ヒロオ「スポーツマン金太郎」
  - 永田竹丸「ピックルくん」
- 第2回
  - つのだじろう「ばら色の海」
- 第3回
  - ちばてつや「1・2・3と4・5・ロク」「魚やチャンピオン」
- 第4回
  - 白土三平「シートン動物記」「サスケ」
- 第5回
  - 森田拳次「丸出だめ夫」
- 第6回
  - 水木しげる「テレビくん」
  - 今村洋子「ハッスルゆうちゃん」
- 第7回
  - 石ノ森章太郎「ミュータント・サブ」「サイボーグ009」
- 第8回
  - 梶原一騎・川崎のぼる「巨人の星」
- 第9回
  - ジョージ秋山「パットマンX」